# Eulepidotis folium
Eulepidotis folium är en fjärilsart som beskrevs av William Schaus 1911. Eulepidotis folium ingår i släktet Eulepidotis och familjen nattflyn. Inga underarter finns listade i Catalogue of Life.